# マグナニミティ (小惑星)
マグナニミティ (8992 Magnanimity) は、小惑星帯に位置する小惑星である。南京市郊外の紫金山天文台で発見された。
2001年のアメリカ同時多発テロ直後に、国際天文学連合の小天体命名委員会によって命名された。マグナニミティは「寛大さ」や「度量の広さ」などの意味で、テロリズムに対抗するものは復讐ではなく正義であるべきだという意志が込められている。